# Gastroxya benoiti
Gastroxya benoiti là một loài nhện trong họ Araneidae.
Loài này thuộc chi Gastroxya. Gastroxya benoiti được M. Emerit miêu tả năm 1973.